# 新須磨海水浴場

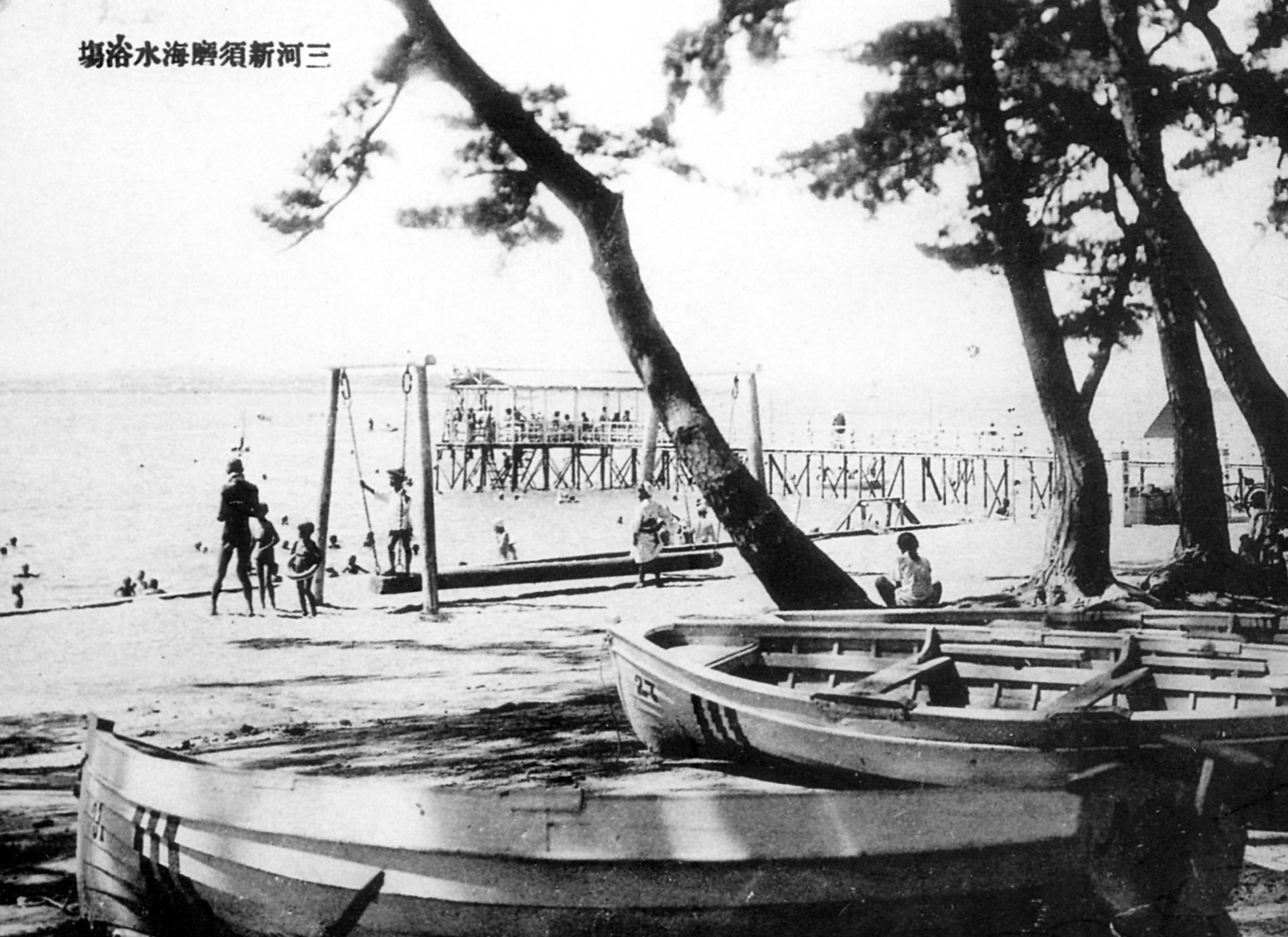
新須磨海水浴場

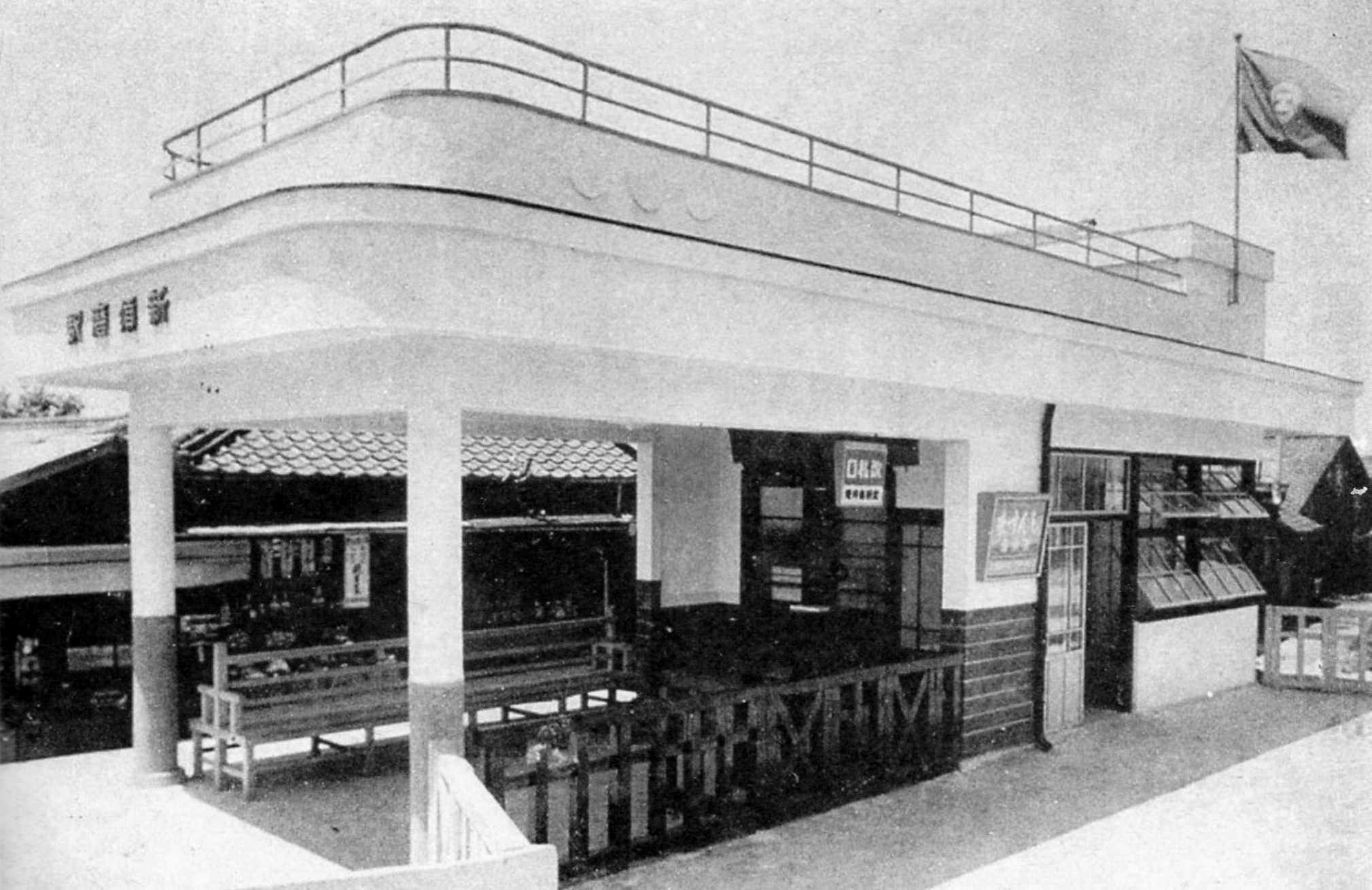
新須磨駅。1981年に北側に移転し碧南中央駅と改称。

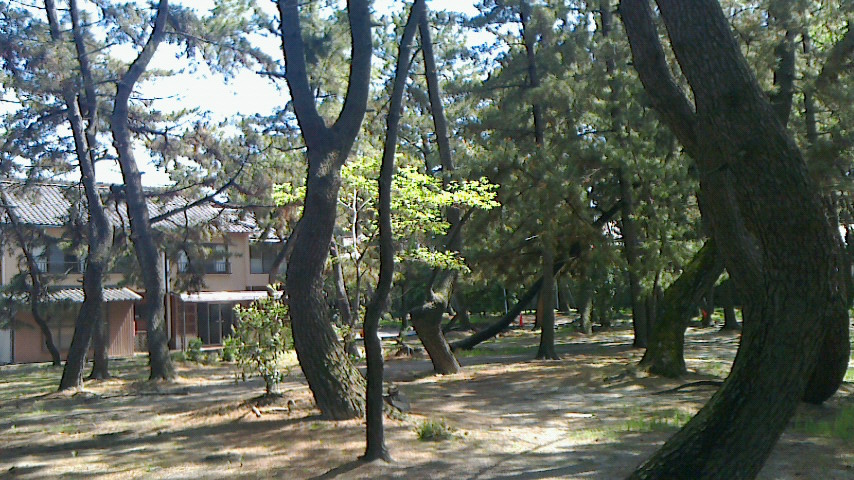
現在も熊野神社に残る松林（2016年）

新須磨海水浴場（しんすまかいすいよくじょう）は、かつて愛知県碧南市の衣浦湾にあった海水浴場。近隣には玉津浦海水浴場（たまつうらかいすいよくじょう）もあった。碧南市の沿岸には透明度の高い遠浅の海が広がっており、新須磨海水浴場や玉津浦海水浴場は白砂青松の景観が人気を博した。

## 歴史
碧海郡新川町の熊野神社沿岸一帯は老松並木が連なり、衣ケ浦の波も静かで地元では古くから海水浴場として利用されてきた。1914年（大正3年）2月に刈谷新駅（現・刈谷駅） - 大浜港駅（現・碧南駅）間の鉄道を開業した三河鉄道がこれに目を付け、同年7月に新須磨海水浴場の名で海開きを行った。新須磨の名は当地の景観が兵庫県の須磨海岸を想起させることに由来し、海水浴場の名称も兵庫の須磨海水浴場になぞらえて命名された。なお、1921年（大正10年）には新須磨より北（山神社の裏手付近）にも海水浴場が開設されているが、兵庫・須磨の隣が明石であることから、新須磨海水浴場に対抗して新明石海水浴場と名付けられた。
三河鉄道は1915年（大正4年）の夏季に新須磨臨時停車場（現・碧南中央駅）を海水浴場の傍に設置した。交通の利便が良くなったことで新須磨海水浴所は年を追って発展し、無料休憩所や遊戯施設、売店、旅館などが整備されていった。1926年（大正15年）に三河鉄道が電化されると集客力も向上し、海水浴客の誘致は岡崎、安城、挙母、名古屋と広範囲にわたって行われた。
一方、1915年（大正4年）には新須磨海水浴場より南の大浜熊野大神社沿岸一帯に、地元と三河鉄道との共同で玉津浦海水浴場が開設された。大浜熊野大神社の境内は衣浦湾に隣接しており、松林は玉津浦海水浴場まで続いていた。大浜港駅からは距離があったものの、佐久島や篠島を望む風光明媚な海水浴場として活況を呈した。1921年（大正10年）には虚弱児や病質児のために、日本赤十字社愛知支部によって愛知県初の保養所（日赤大浜児童保養所）が開設された。1926年（大正15年）には三河鉄道が延伸され、玉津浦海水浴場の最寄駅として玉津浦駅が開業した。
大正時代から昭和時代に移ると、新須磨海水浴場と玉津浦海水浴場の中間部に新浜寺海水浴場が開設された。太平洋戦争の戦時中の1944年（昭和19年）には、新明石海水浴場の近くに公娼街の衣浦温泉街が開設された。明治航空基地の将校向けの慰安所であり、戦後も売春婦のいる特殊飲食店がにぎわった。
1944年（昭和19年）12月7日には昭和東南海地震が、1945年（昭和20年）1月13日には三河地震が発生し、沿岸各地で護岸が寸断されると、切れ目から侵入する海水で砂浜が侵食された。その後しばらくの間は荒廃したまま放置されていたが、競泳熱が高まった1950年（昭和25年）には新須磨海水浴場・新明石海水浴場・玉津浦海水浴場の協同で「碧南海のパラダイス」を開催し、海の家などの整備に努めた。1951年（昭和26年）には名古屋市の東山動植物園の移動動物園が新須磨海水浴場の林間に開設され、シーズンオフであるものの海水浴場は観光客でにぎわった。1952年（昭和27年）には再び3海水浴場の協同で「碧南海洋パレード」を開催。日本水泳連盟公認の新須磨塩水プール（50m）を新設し、ミス・コンテストなども行われた。
高度経済成長期前半には水質が急激に悪化した。また、1953年（昭和28年）の台風13号、1959年（昭和34年）の伊勢湾台風によって海水浴場は多大な被害を受け、その後の護岸工事で築かれた防潮堤によって景観の魅力も失われていった。伊勢湾台風では高さ約30mの76本の松が損傷したため、1960年（昭和35年）には地元の発展会などが協力して250本の植樹が行われている。1964年（昭和39年）には衣浦臨海工業地域を建設するために衣浦湾岸の埋め立て工事が開始され、新須磨海水浴場や玉津浦海水浴場は完全に消滅した。